# 基礎控除
基礎控除（きそこうじょ）とは、各種税制において課税標準額を算出する際、原則として全ての納税義務者が無条件で適用できる控除である。 

## 日本

### 所得税

年末調整で提出するマル基配所（旧様式）。

所得税では、総合課税される総所得金額、山林所得金額、退職所得金額に下記金額の基礎控除が適用される（所得税法第86条）。
2005年（平成17年）から2019年（令和元年）まで
38万円
2020年（令和2年）から2024年（令和6年）まで
合計所得金額が2400万円以下：48万円
合計所得金額が2400万円超から2450万円以下：32万円
合計所得金額が2450万円超から2500万円以下：16万円
合計所得金額が2500万円超：0円
2025年（令和7年）以後（令和7年12月以後に適用）
合計所得金額が132万円以下：95万円　
合計所得金額が132万円超から336万円以下：88万円（2027年以後：58万円）
合計所得金額が336万円超から489万円以下：68万円（2027年以後：58万円）
合計所得金額が489万円超から655万円以下：63万円（2027年以後：58万円）
合計所得金額が655万円超から2350万円以下：58万円
合計所得金額が2350万円超から2400万円以下：48万円
合計所得金額が2400万円超から2450万円以下：32万円
合計所得金額が2450万円超から2500万円以下：16万円
合計所得金額が2500万円超：0円
この基礎控除が存在する理由は、個人の所得のうち、本人の最低限度の生活を維持するのに必要な部分は担税力を持たないと考えられることにある。
本人が扶養家族の最低限度の生活を維持するのに必要な所得もやはり担税力を持たないと考えられるため、本人に扶養家族がある場合、本人の所得金額に配偶者控除（配偶者特別控除）、扶養控除（特定親族特別控除）が適用される。また、障害者、寡婦・一人親家庭、勤労学生は、生活に追加的経費が必要であることから、これらの者の所得金額には、基礎控除に加えて、障害者控除、寡婦控除（ひとり親控除）、勤労学生控除を適用する。
2020年分以後は、改正により総ての納税者義務者に適用される制度でなくなった（住民税も同様）。

### 住民税
都道府県民税および市町村民税の所得割の税額を計算する際には、総所得金額、山林所得金額、退職所得金額から下記金額の基礎控除額を差し引く（地方税法第34条第2項）。
2006年（平成18年）から2020年（令和2年）度分まで
33万円
2021年（令和3年）度分以後
合計所得金額が2400万円以下：43万円
合計所得金額が2400万円超から2450万円以下：29万円
合計所得金額が2450万円超から2500万円以下：15万円
合計所得金額が2500万円超：0円

### 相続税
相続税の課税価格の合計額からは、2015年（平成27年）1月の相続分以後、3千万円＋600万円×法定相続人の数を遺産に係る基礎控除額として差し引く（相続税法第15条）。

### 贈与税
贈与税の課税価格からは、一定額を贈与税の基礎控除として差し引く。この一定額は、相続税法では60万円とされているが（相続税法第21条の5）、2001年（平成13年）1月1日以後の贈与については、特別措置により110万円である（租税特別措置法第70条の2の4）。